# Вершина (Воронежская область)
Вершина — хутор в Россошанском районе Воронежской области.
Входит в состав Алейниковского сельского поселения.

## География
На хуторе имеются две улицы — О. Кошевого и Юннатов.

## История
В 1999 году хутор Вершины переименован в Вершина.

## Население
| 2010 |
| ---- |
| 20   |